# Nacera Boukamoum
Nacera Boukamoum (arabisch نصيرة بوكاموم; * 9. Mai 1971) ist eine ehemalige algerische Skirennläuferin.

## Karriere
Boukamoum nahm 1992 als erste algerische Frau an Olympischen Winterspielen teil. Bei den Wettkämpfen in Albertville erreichte sie als beste Platzierung Rang 42 im Riesenslalom. Dies war zugleich ihr einziger internationaler Auftritt als Skirennläuferin.
Ihr 42. Platz im Riesenslalom war zugleich das beste Ergebnis eines algerischen Sportlers bei Winterspielen bis zum 40. Platz von Christelle Laura Douibi in der Abfahrt von Turin 2006.

## Erfolge

### Olympische Winterspiele
- Albertville 1992: 42. Riesenslalom, 48. Super-G